# علی آهی
علی آهی (۱۴ آبان ۱۳۰۷ در تهران – ۱۶ فروردین ۱۳۹۴ در تهران) شاعر آئینی، مداح، عضو هیئت امناء و هیئت مدیره بنیاد دعبل خزاعی، رئیس هیئت مدیره خانه مداحان بوده است.

## زندگی
وی در روز دوشنبه ۲۱ جمادی‌الاول ۱۳۴۶ مطابق با ۱۴ آبان ماه ۱۳۰۷ برابر با ۵ نوامبر ۱۹۲۸ در تهران، بازارچهٔ پامنار در یک خانواده مذهبی متولد شد. پدر وی متولّد دهستان آه بوده است. آه به مجموع ۶ پارچه آبادی گفته می‌شده که امروز مشهور به شهر آبعلی است و در ۶۰ کیلومتری جاده تهران آمل قرار دارد.
پس از پایان رساندن دوره ابتدایی، ضمن اشتغال به کسب، به تحصیل علوم حوزوی پرداخت.
وی از ۱۰ سالگی و در سال ۱۳۱۶ شروع به مداحی نمود و از سال ۱۳۳۶ هجری شمسی شروع به سرودن اشعار نمود.
با پیگیری‌های آهی بنیاد دعبل خزاعی با هدف انسجام در امور رفاهی و بیمهٔ تأمین اجتماعی مداحان و شاعران آئینی کشور تشکیل شد که این مؤسسه از خرداد سال ۱۳۸۵ شروع به بیمه نمودن مداحان و شاعران آیینی سراسر کشور نمود.
وی در حدود یکصد نفر از مداحان سنتی آئینی را طبق موازین شرعی تربیت نموده است. آهی در یکشنبه شانزدهم فروردین در سن ۸۷ سالگی در بیمارستان شهید هاشمی‌نژاد تهران درگذشت. وی در در قطعه ۳۰۱ روضةالحسین (جامعه مداحان) بهشت زهرا دفن است.
به دنبال درگذشت وی علی لاریجانی و محمدرضا نقدی طی پیام‌هایی درگذشت این مداح و شاعر را تسلیت گفتند.

## آثار
- دیوان آهی
- دیوان آئینه نور[۵]
- فرهنگ اصلاحات قافیه
- توصیف صنایع شعر کهن فارسی و پیرایش آن با کلک بدیع
- فلسفه قیام امام حسین (ع) از دیدگاه عقل
- شعر و شاعری از نظرگاه قرآن و عترت و سنت در هفت بخش
- درسهایی از علم کلام «نگرشی تحلیلی دربارهٔ تصوف و تأثیرات آن در ادبیات آئینی»
- تنورالافکار روشنی افکار جهت شعر و شاعری و مداحی اهل بیت (ع)[۶]
- انوار معرفت (دیوان اشعار علی آهی) با مقدمه پروفسور حسن امین ، انتشارات محمل، ۱۳۹۳